# デンマーク系アメリカ人
デンマーク系アメリカ人（英語: Danish Americans）とは、デンマークに起源をもつアメリカ合衆国に住む人々に用いられる呼称である。現在150万人のアメリカ人がデンマークにルーツがあるとされる。
2000年の米国の人口調査でデンマーク系アメリカ人が多く住んでいると報告された州は、
- カリフォルニア州 - 207,030
- ユタ州 - 144,713
- ミネソタ州 - 88,924
- ウィスコンシン州 - 72,160
- ワシントン州 - 72,098

である。

## 著名なデンマーク系アメリカ人
- ジェシカ・アルバ：女優、父がメキシコ系、母がフランス系カナダ人との混血
- クリス・アンダーセン：NBAのバスケットボール選手
- ノア・シンダーガード：MLBの野球選手
- ジャック・アンダーソン：コラムニスト
- イライジャ・ウッド：俳優、他にも多くの混血を持つ
- ヴィゴ・モーテンセン：俳優
- ラーズ・ウルリッヒ：ドラマー
- オルセン姉妹：双子の女優
- ジュリアン・カサブランカス：歌手、作曲家
- エリカ・クリステンセン：女優
- ピーター・サースガード：俳優
- セオドア・C・ソレンセン：弁護士、作家。ケネディ大統領特別顧問
- スタン・ハンセン：プロレスラー
- ウィリアム・ピーターセン：俳優
- スカーレット・ヨハンソン：女優